# Västra Götalands län
Västra Götalands län er et vestsvensk län (amt) omfattende landskaberne Dalsland, Bohuslän og dele af Västergötland (Mullsjö og Habo kommuner indgår i Jönköpings län) samt Södra Råda sogn i Värmland. Länet består af 49 kommuner og har ca 1,6 millioner indbyggere, hvilket er 17 procent af Sveriges befolkning. Länet grænser op til Värmlands län, Örebro län, Östergötlands län, Jönköpings län og Hallands län. Länet grænser også til Østfold i Norge. De store søer Vättern og Vänern ligger også i länet.

## Historie
Västra Götalands län er et relativt nyt storlän, oprettet 1. januar 1998 ved at sammenlægge Älvsborgs län, Göteborgs og Bohus län samt store dele af Skaraborgs län. Kommunerne Mullsjö og Habo, som indgik i Skaraborg, kom i stedet under Jönköpings län.

## Større byer
De tredive største byer i Västra Götalands län, sorteret efter indbyggertal:
| #  | Byområde    | Befolkning |
| -- | ----------- | ---------- |
| 1  | Göteborg    | 596.000    |
| 2  | Borås       | 63.441     |
| 3  | Trollhättan | 44.498     |
| 4  | Skövde      | 33.119     |
| 5  | Uddevalla   | 30.513     |
| 6  | Lidköping   | 24.941     |
| 7  | Alingsås    | 22.919     |
| 8  | Vänersborg  | 21.672     |
| 9  | Kungälv     | 21.139     |
| 10 | Falköping   | 15.821     |
| 11 | Lerum       | 15.819     |
| 12 | Mariestad   | 15.448     |
| 13 | Kinna       | 14.555     |
| 14 | Mölnlycke   | 14.439     |
| 15 | Skara       | 10.963     |
| 16 | Lindome     | 10.642     |
| 17 | Torslanda   | 10.129     |
| 18 | Stenungsund | 10.067     |
| 19 | Åmål        | 9.380      |
| 20 | Ulricehamn  | 9.250      |
| 21 | Nödinge-Nol | 9.077      |
| 22 | Tibro       | 8.005      |
| 23 | Floda       | 7.981      |
| 24 | Tidaholm    | 7.920      |
| 25 | Lysekil     | 7.568      |
| 26 | Kållered    | 6.784      |
| 27 | Landvetter  | 6.680      |
| 28 | Strömstad   | 6.110      |
| 29 | Hjo         | 6.075      |
| 30 | Surte       | 5.740      |

Den 31 december 2022 havde Storgöteborg 1.070.953 indbyggere.

## Øer
Tre af Sveriges ti største øer ligger i länet:
- Orust, tredjestørste
- Hisingen, fjerdestørste
- Tjörn, sjettestørste